# Acacia hexaneura
Acacia hexaneura är en ärtväxtart som beskrevs av P.J.Lang och Richard Sumner Cowan. Acacia hexaneura ingår i släktet akacior, och familjen ärtväxter. Inga underarter finns listade i Catalogue of Life.